# ضفيرة وريدية بروستاتية
الأوردة البروستاتية تكوّن ما يسمى بالضفيرة الوريدية البروستاتية والتي تقع جزئيًا في الغمد اللفافي للبروستات وجزئيًا بين الغمد والمحفظة البروستاتية. تتصل هذه الضفيرة مع الأوردة الفرجية والضفيرة الوريدية المثانية.
تتصل الضفيرة الوريدية البروستاتية مع الأوردة الفقرية، ويعتبر هذا الاتصال هو أحد مسارات النقيلة العظمية من سرطان البروستات.

## وصلات خارجية
- صور تشريحية:44:05-0103 في مركز داونستيت الطبي التابع لجامعة نيويورك - "حوض الذكر: غدة البروستات"

هذه المقالة تعتمد على مواد ومعلومات ذات ملكية عامة، من الصفحة رقم 676  الطبعة العشرين لكتاب تشريح جرايز لعام 1918.